# 岸本貴博
岸本 貴博（きしもと たかひろ、1974年7月25日 - ）は
福岡県を放送エリアとするフジテレビ系列の放送局
テレビ西日本（TNC）の報道局に所属する報道記者。
『TNCスーパーニュース』元キャスター。防災士。解説委員。

## 経歴
愛知県出身。豊田市立平和小学校、豊田市立豊南中学校、
愛知県立豊田南高等学校卒業後、上京。
東京都国立市で新聞奨学生として浪人生活を過ごした後、明治大学に進学。
大学時代にアジア・ヨーロッパを中心に海外35ヶ国以上を単身放浪。
大学卒業と同時に父親の故郷である沖縄県に渡り琉球放送に入社。
琉球放送と深い繋がりがある琉球朝日放送に出向。
報道記者として主に事件・事故・裁判を取材。
2000年、アメリカのクリントン大統領やロシアの
プーチン大統領などが出席した九州・沖縄サミットを取材。
2003年、沖縄県が奨学金を給付する海外留学生に選出され
アメリカ・カリフォルニア大学バークレー校（ＵＣバークレー）に県費留学。
“International Diploma Program”のProject Management コースを修了。
2004年、帰国後は在日米軍、政治経済、県議会の取材を担当。
主に普天間基地移設問題、安全保障、日米地位協定の課題について
グアム、韓国、ワシントンＤ.Ｃ.などで現地取材。
知事選挙、国政選挙の記者解説等も担当した。
2009年、琉球放送のアナウンサーだった
新潟県出身の増田さと子と結婚。2010年12月、長男が誕生。
同時期にテレビ西日本の経験者対象キャリア採用試験を受け合格。
2011年1月に琉球放送を退職。テレビ西日本に移籍。
2011年3月から『スーパーニュース』のメインキャスターを務めた。2019年、米国政府からIVLP（インターナショナル・ビジター・リーダーシップ・プログラム）に招聘され、米国６都市を約３週間かけて横断。米軍基地と地域経済、基地の跡地利用について政府高官や現地ジャーナリスト等と意見交換。
防災士資格を活用して防災・減災のニュース企画を制作。
太平洋戦争関連の特別企画、ドキュメンタリー番組も多数制作。
現在も報道記者として活動中。
講道館柔道2段、タイ王国-タイ古式マッサージ免許、キャンプインストラクターの資格所持という意外な側面もある。

## 出演番組
- ステーションQほかニュース（琉球朝日放送、記者としてニュースリポート）
- スーパーニュース（テレビ西日本、記者　キャスター）